# Il piccolo Lord (film 1918)
Il piccolo Lord (A kis lord) è un film muto del 1918 diretto da Alexander Antalffy.
Il film è il secondo di una lunga serie di adattamenti cinematografici del romanzo Il piccolo lord (1885) della scrittrice inglese Frances Hodgson Burnett. Il romanzo aveva avuto da subito un enorme successo e come in casi analoghi di altri popolari romanzi per ragazzi la vicenda era stata immediatamente adattata per il teatro in Europa e negli Stati Uniti ed aveva conosciuto nel 1914 in Gran Bretagna la sua prima versione cinematografica (con Gerald Royston).
A interpretare la parte del piccolo Cedric (Little Lord Fauntleroy) è qui Tibor Lubinszky, il più celebre attore bambino del periodo in Europa, con un cast di attori ungheresi.

## Trama
Un ragazzino americano si rivela essere l'erede della fortuna e del titolo di un nobile casato inglese. Viene mandato a vivere con il nonno, un vecchio lord freddo e insensibile di cui però il bambino con la sua amabilità e intelligenza riesce a vincere l'affetto e la fiducia.

## Produzione
Il film fu prodotto in Ungheria dalla Corvin Film.

## Distribuzione
Il film uscì nelle sale cinematografiche ungheresi il 9 settembre 1918.